# Kanton Marcq-en-Barœul
Marcq-en-Barœul (Nederlands: Marke) is een voormalig kanton van het Franse Noorderdepartement. Het kanton maakte deel uit van het arrondissement Rijsel. In 2015 is dit kanton geheel opgegaan in het nieuw gevormde kanton Rijsel-2.

## Gemeenten
Het kanton Marcq-en-Barœul omvatte de volgende gemeenten:
- Bondues (Bonduwe)
- Marcq-en-Barœul (Marke) (hoofdplaats)